# Chiesa di San Ferreolo (Marsiglia)
La chiesa di san Ferreolo o chiesa degli Agostiniani (Saint-Ferréol les Augustins o église des Augustins, in lingua francese) è una chiesa che si trova a Marsiglia, nel quartiere del Vecchio porto, tra il quai des Belges, la rue du Beausset (ex rue des Augustins), la rue de la reine Élisabeth (ex rue des Templiers) e la rue des Augustins (ex rue neuve des Augustins). Era originariamente la chiesa conventuale di un convento di frati agostiniani.

## Storia
La costruzione della chiesa era piuttosto complessa poiché il terreno ove doveva sorgere era costituito da terreno alluvionale e di riporto dell'antica estremità del porto che si era interrato nel corso del medioevo.
Essa quindi avvenne molto lentamente. I lavori ebbero inizio nel 1447. Gli agostiniani utilizzarono il legno di una galera fuori uso per la carpenteria. Essi tuttavia erano già a buon punto per accogliere papa Clemente VII quando nel 1533 era venuto ad accompagnare la nipote Caterina de' Medici, che doveva sposare il secondo figlio del re di Francia Francesco I, Enrico di Valois, che diventerà poi re con il nome di Enrico II di Francia.
La consacrazione della chiesa ebbe luogo il 15 gennaio 1542 quando la navata era ancora ricoperta con una carpenteria in legno. Per certi storici questa fu una prova delle difficoltà finanziarie in cui si trovarono gli agostiniani, mentre per altri la situazione rifletteva semplicemente il loro spirito di povertà..

## La chiesa nei secoli XVII e XVIII

### L'edificio
Sito in prossimità del porto, questo santuario divenne improvvisamente al centro della città vecchia e anche con l'estensione della stessa disposta nel 1666 da Luigi XIV, si trovò al centro anche della nuova città. La chiesa non aveva una facciata monumentale ed era incassata in costruzioni particolari site nei pressi del porto. Il portale principale si apriva a nord, all'altezza di una quinta campata, oggi non più esistente, e dava sulla rue des Augustins, vicolo piegato ad angolo retto di fronte all'ingresso della chiesa. Questa rue des Augustins corrisponde all'attuale rue de Beausset e non deve essere confusa con l'attuale rue des Augustins, che allora non esisteva e che è sita dall'altra parte della chiesa, a sud della medesima.

### Accoglienza
Nel periodo dell'ancien régime numerose corporazioni utilizzarono la chiesa degli agostiniani per celebrare le loro cerimonie patronali. Così la confraternita dei panificatori aveva una sua cappelle in questa chiesa, il cui atto di fondazione risale al 5 luglio 1489. Il loro patrono, sant'Onorato veniva festeggiato il 16 maggio..
La confraternita dei fabbri vi aveva un altare dedicato a sant'Eligio, celebrato il 1º dicembre; essa raggruppava anche i maniscalchi, i sellai, i brigliai e i carrozzai. I facchini, predecessori dei nostri scaricatori di porto, vi fecero costruire un loro altare dedicato a san Pietro. L'apostolo fu scelto dalla loro corporazione poiché egli è rappresentato portando le chiavi del Paradiso, mentre i facchini portano le ricchezze di questo mondo.
I cordai di sparto compivano le loro devozioni in questa chiesa. Essi avevano il privilegio di mettere a macero i loro sparti nell'avvallamento marino che porta il loro nome. La loro festa cadeva la prima domenica di marzo. I lattonieri, che avevano come santo patrono san Giovanni da San Facondo, festeggiavano la sua ricorrenza il 12 giugno riunendosi in questa chiesa. Ugualmente dicasi per i calzolai, che avevano come patrono san Lupo di Troyes, festeggiato in questa chiesa ogni 29 luglio..

### Un luogo di sepolture
La diffusione dell'inumazione delle salme nelle chiese ha determinato la creazione di numerose tombe nel sottosuolo della chiesa degli Agostiniani. Vi erano circa 115 tombe sotto la navata, alle quali si aggiungevano quelle dei religiosi, site vicino all'altare, e quelle delle famiglie nobili o a quelle delle confraternite site nelle cappelle laterali..

## Il periodo della rivoluzione
Il 18 luglio 1791 il consiglio comunale propose la demolizione della chiesa poiché la sua vendita avrebbe apportato parecchio denaro alle casse comunali a causa della sua vicinanza al porto. Poco tempo dopo, il 16 agosto 1791 un decreto dell'assemblea costituente fece della chiesa una sede parrocchiale che prese il nome di Sant'Agostino. L'architetto Ponge redasse parecchi progetti, tra i quali quello del 1793, consistente nel prolungamento della parte inferiore dell'antica rue des Augustins comportante la demolizione di parte della chiesa. La quinta campata venne quindi soppressa (verso il 1801). Parimenti fu demolito il convento, con l'eccezione della sua parte contigua al coro della chiesa e al campanile, allo scopo di consentire la creazione di una nuova via che prese il nome di rue neuve des Augustins e poi rue des Augustins, quando l'antica via omonima fu chiamata rue du Beausset. Edifici nuovi furono eretti tra questa nuova via e l'attuale piazza Gabriel Péri.
La chiesa fu venduta il 20 luglio 1796 al negoziante Charles Guinot, che successivamente decadde nel suo diritto di acquisto per non aver pagato il prezzo richiesto. Il 9 aprile l'edificio fu messo a disposizione del servizio dei foraggi. Fu verso il 1801che furono realizzati i lavori di demolizione della quinta campata e la costruzione di una nuova facciata.

## La chiesa nel XIX secolo
La vecchia chiesa di San Ferreolo, che si trovava all'estremità dell'omonima via, era stata demolita nel 1794. Nel 1803 l'arcivescovo di Aix-en-Provence, Jérôme-Marie Champion de Cicé, trasferì il titolo di San Ferreolo alla chiesa degli Agostiniani, che porterà quindi il nome composto di Saint Ferréol les Augustins..
Nel 1840 la chiesa fu nuovamente minacciata dal progetto di costruzione al suo posto di un edificio doganale. La creazione della rue Impériale, l'attuale rue de la République, le fece nuovamente correre il rischio di demolizione. Ma non accadde nulla, anzi, se i lavori fecero vacillare l'edificio, permisero tuttavia di liberarne la facciata, che ormai dava direttamente sul porto grazie alla demolizione degli immobili situati alla base di questa nuova strada. La facciata fu ricostruita nel 1874 in stile neoclassico e poi ricoperta nel 1875 da un'impiallacciatura in cemento realizzata dall'architetto Joseph Letz.

## La chiesa attuale

Pianta della chiesa:
1-Altar maggiore. 2- Statua di sant'Agostino. 3- Statua di san Ferreolo. 4- Altare dei facchini. 5- Dipinto della Vergine col Bambino che appare ai santi Pietro e Paolo. 6- Tomba della famiglia Montolieu. 7- Tomba della famiglia Mazenod. 8- Reliquiaririo di san Luigi d'Angiò. 9- Dipinto di santa Margherita. 10- Busto di san Ferreolo. 11- Fonti battesimali. 12- Statua di santa Teresa del Bambino Gesù. 13- Statua di santa Giovanna d'Arco. 14- Pulpito. 15- Dipinto del riposo durante la fuga in Egitto. 16- Statua della sacra famiglia. 17- Organo. 18- Crocifisso in avorio.

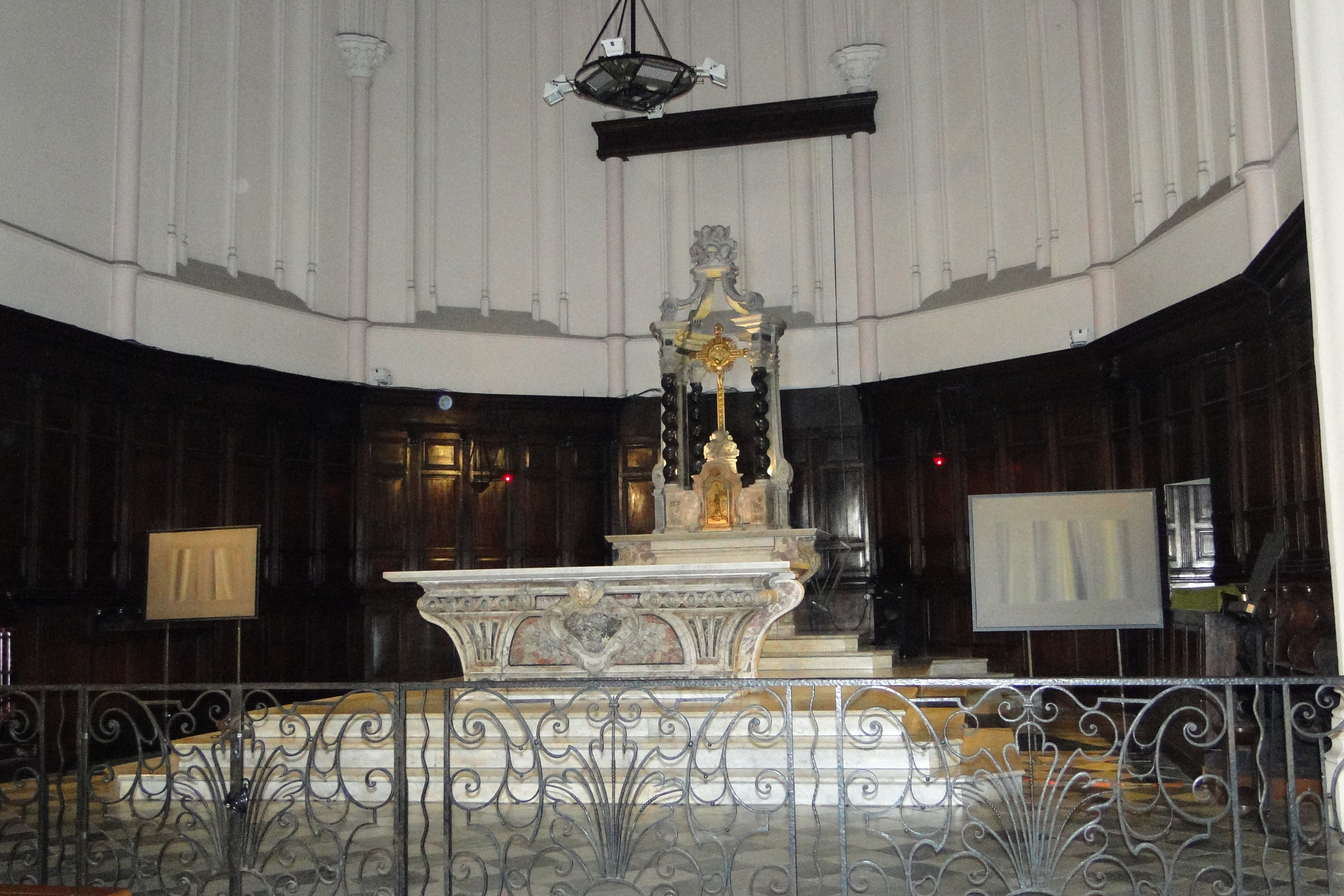
Il coro e l'altar maggiore, scolpito da Dominique Fossati, nella chiesa di san Ferreolo a Marsiglia

La chiesa attuale è costituita da una navata centrale e sei cappelle laterali, tre per lato, che hanno una loro particolare decorazione.
Entrando a sinistra si trovano:
- Nella prima cappella un blocco marmoreo che sosteneva una volta il mausoleo della famiglia Montolieu. L'altare dei facchini, possiede al centro uno splendido dipinto di Michel Serre rappresentante i santi Pietro (a sinistra) e Paolo (a destra) che implorano Nostra Signora delle Grazie.
- La seconda cappella ospita le tombe delle famiglie Vincent et de Candolle.
- Nella terza cappella i resti delle tombe della famiglia Mazenod, sormontate da un altare di stile Luigi XIII. In questa cappella è anche esposto il reliquiario di san Luigi d'Angiò, fratello maggiore del re di Napoli, Roberto d'Angiò (che non deve essere confuso con il prozio san Luigi, re di Francia. Il cours Saint-Louis di Marsiglia è dedicato a questo Luigi e non a Luigi IX). La sua tomba si trovava un tempo nella chiesa dei Francescani, in rue du Tapis Vert. I suoi resti furono trafugati durante il sacco di Marsiglia del 1423 dalle truppe di Alfonso V d'Aragona, trasportati in Spagna e deposti nella cattedrale di Valencia, ove rimasero per oltre quattro secoli; nel 1956 il vescovo di Valencia li restituì a Marsiglia, ma nel 1993 furono rubati e non più ritrovati. Nella cappella si può anche ammirare un busto in legno dorato del XVIII secolo rappresentante san Ferreolo e una tela di Michel Serre, rappresentante santa Margherita.

Sul lato destro, entrando, si ha: 
- La prima cappella contiene un battistero con al centro la figura in rilievo di un angelo. La cappella è dedicata a Nostra Signora della cintura, patrona delle persone colpite dalla sfortuna o da un lutto famigliare. L'Arciconfraternita di Nostra Signora della cintura fu istituita sotto il pontificato di papa Eugenio IV per celebrare il culto della Vergine consolatrice degli afflitti. I membri di questa confraternita cingono a vita una cintura in cuoio a ricordo di una grazia accordata a Sant'Agostino e a Santa Monica, ai quali apparve la Vergine dando loro la cintura che Ella portava.
- Nella seconda cappella si trovano due statue: a destra quella di Giovanna d'Arco, scolpita da Louis Botinelly, che richiama quella realizzata per chiesa di San Vincenzo de' Paoli a Marsiglia. A sinistra la statua di Santa Teresa del Bambino Gesù, scolpita da Élie-Jean Vézien.
- Nella terza cappella si trova una tela di Michel Serre rappresentante la fuga in Egitto, proveniente da una cappella della casa dell'oratorio, facente parte di una serie di tre dipinti dedicati all'infanzia di Gesù. A destra una statua della Sacra Famiglia, opera di Yves Le Pape.

Il pulpito, in legno scolpito, data dal XVII secolo e proviene dall'antica chiesa di sant'Omobomo che s'innalzava ove ora vi è la sala di spettacoli Alcazar. È classificato come oggetto storico dal 1911.
- Fotografie dell'interno della chiesa

"Fotografie
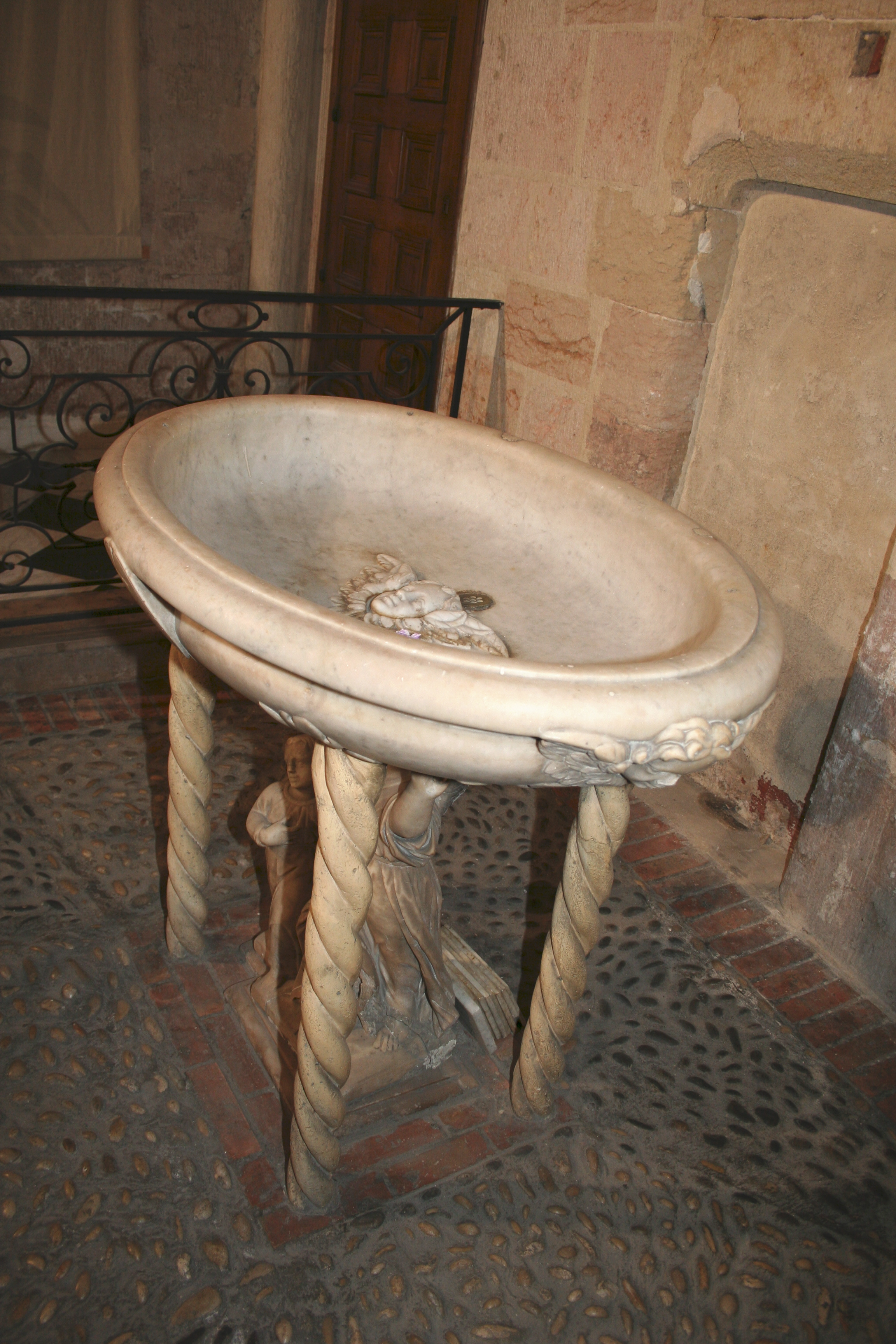
Battistero
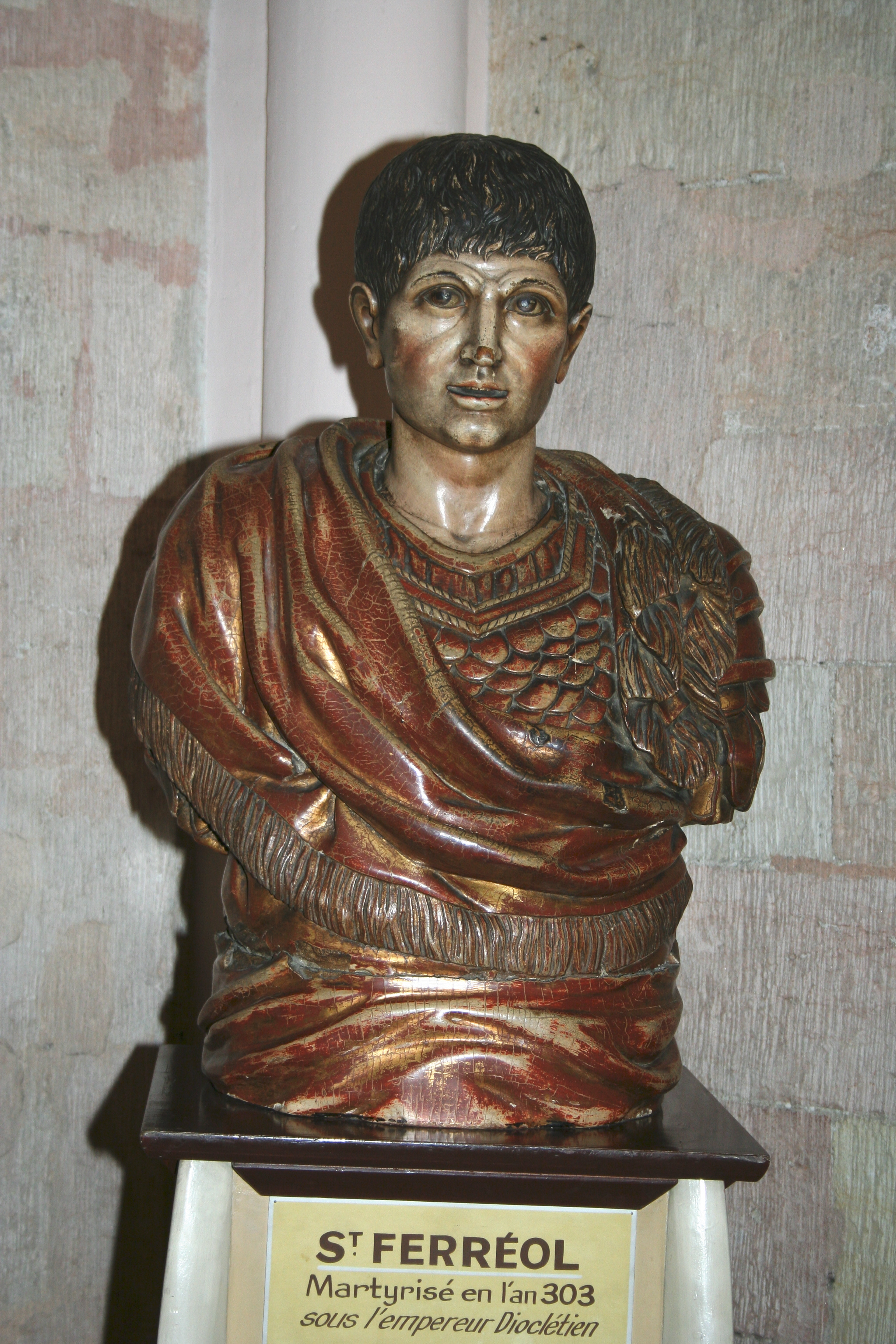
Busto di San Ferreolo in legno dorato
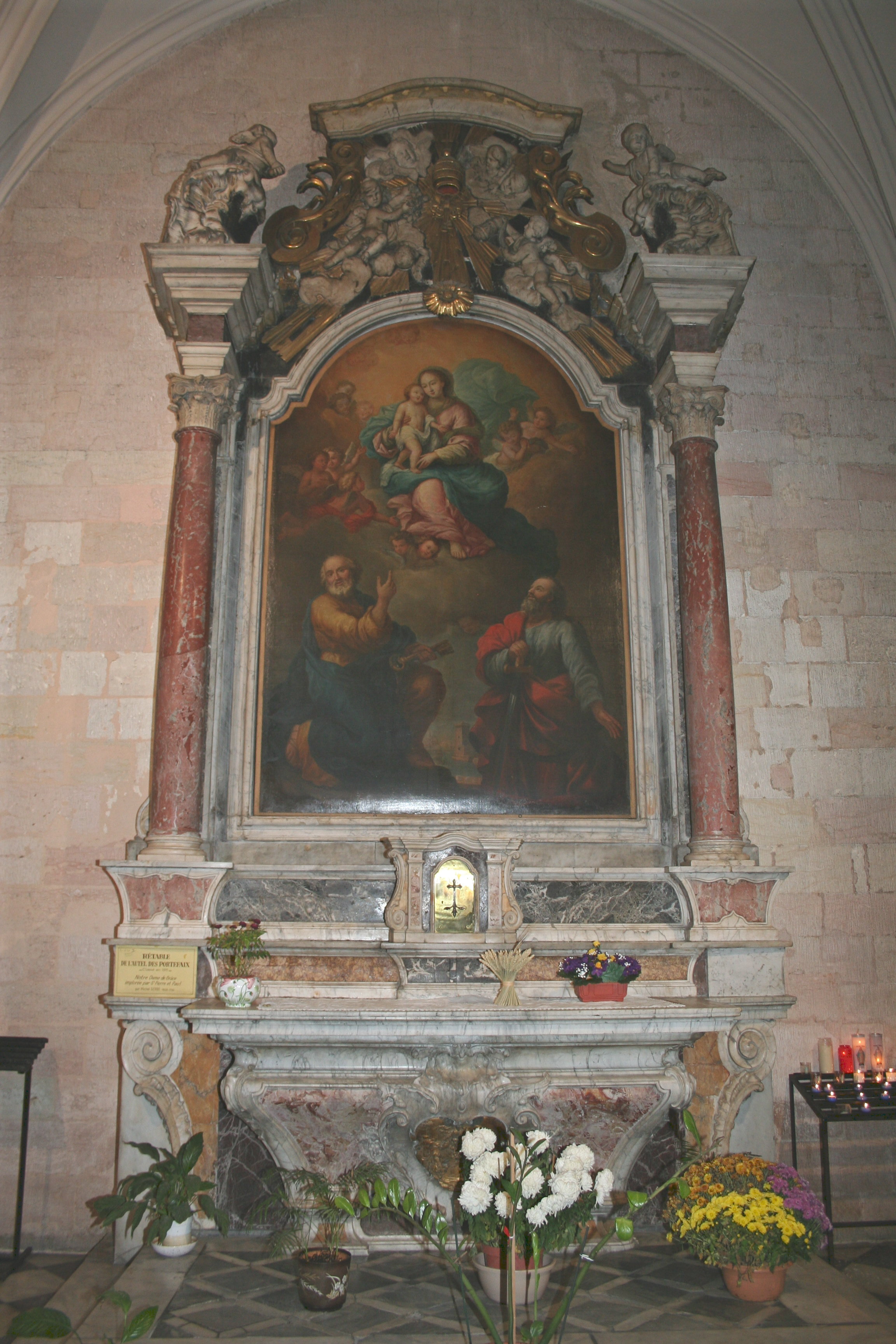
Altare dei Facchini
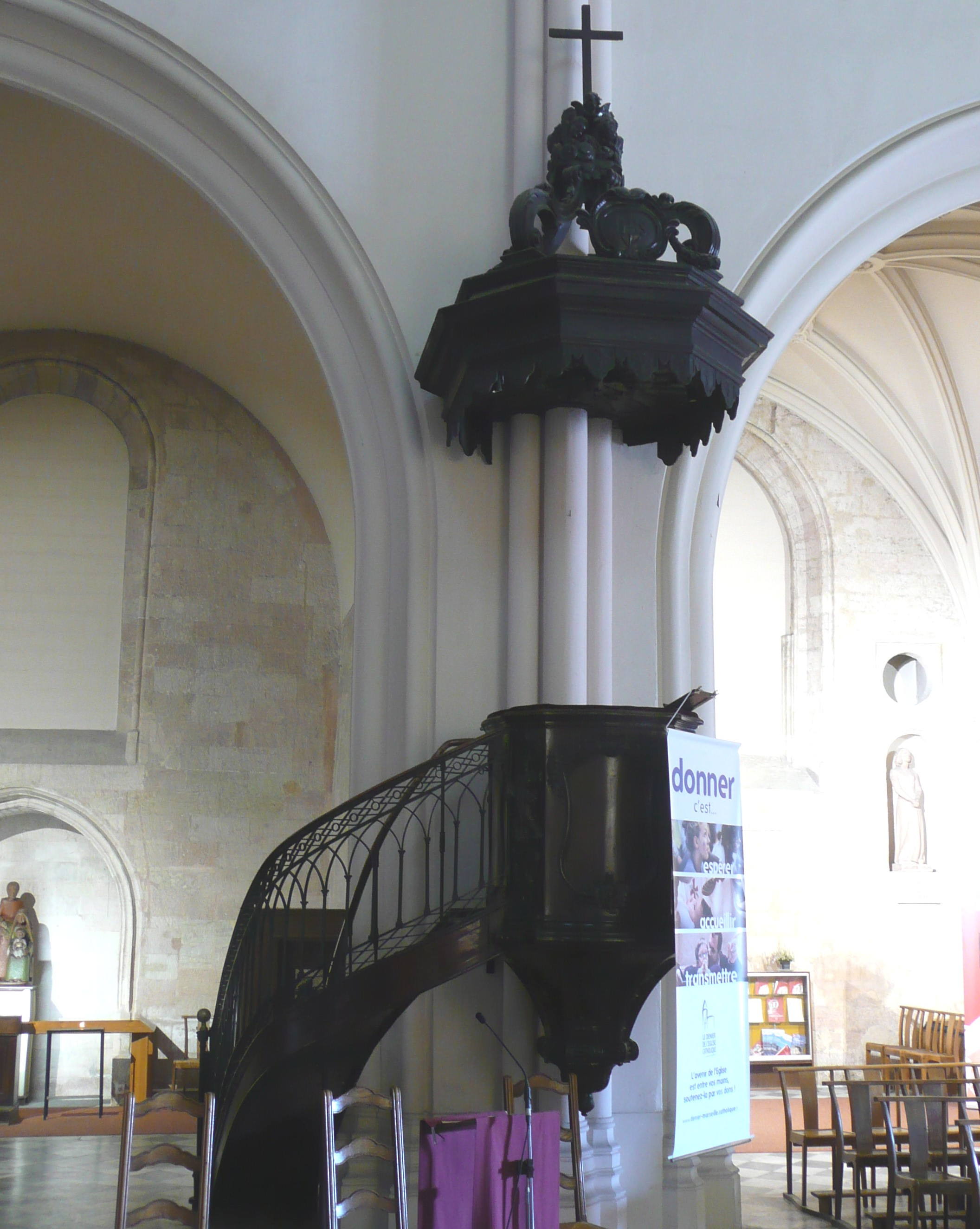
Pulpito
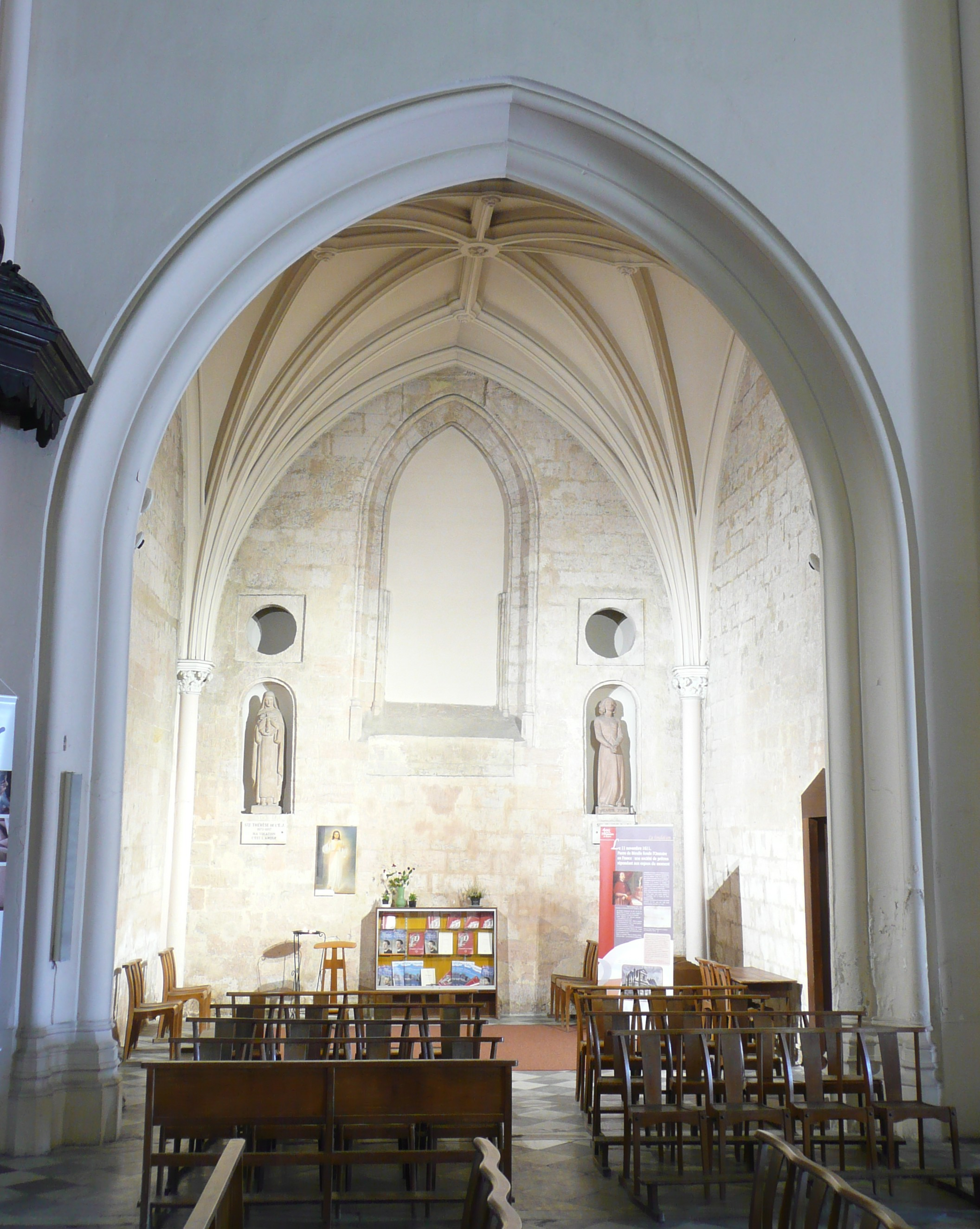
Santa Teresa del Bambino Gesù di Élie-Jean Vézien e Giovanna d'Arco di Louis Botinelly
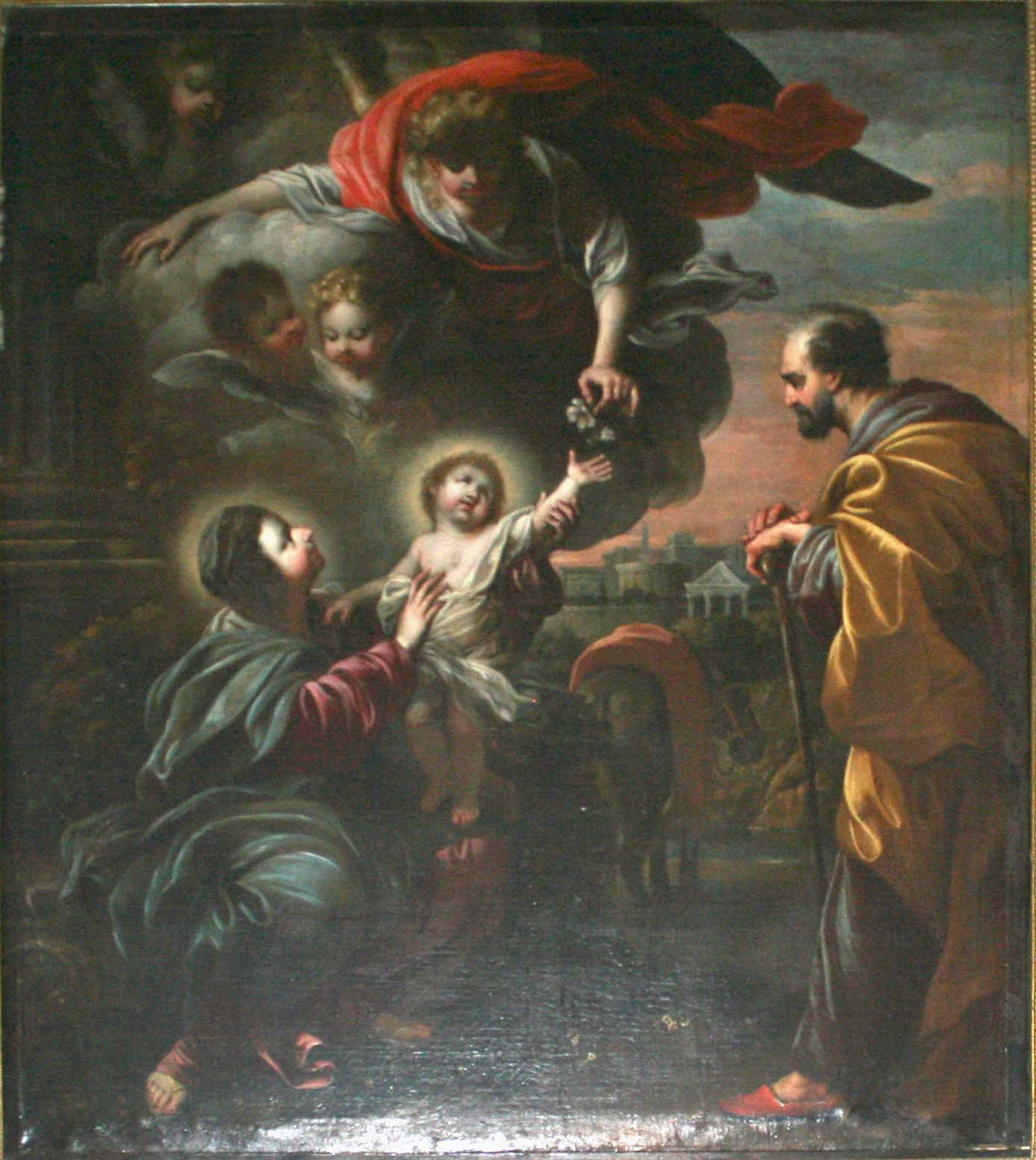
Riposo durante la fuga in Egitto di Michel Serre